# جواز سفر صحراوي
جواز السفر الصحراوي يتم إصدار جوازات سفر الصحراوية لمواطني الجمهورية العربية الصحراوية الديمقراطية. وهي تصدر من قبل وزارة الشؤون الخارجية أو الداخلية، وتحديدا من المركز الوطني للإنتاج المستندات.

## أنواع الجواز
هناك عدة أنواع لجواز السَفر والتي تُصدرها الجمهورية العربية الصحراوية الديمقراطية، وهي كالتالي:
- جواز السفر العادي: وهو جواز السفر الذي يُعطى لجميع مواطني الجمهورية العربية الصحراوية الديمقراطية.
- جواز السفر الدُبلوماسي: يُمنح للشخصيات السياسية والاقتصادية والدينية والأمنية، إضافة لأعضاء السلك الدبلوماسي والحالات التي يمنحها رئيس الجمهورية العربية الصحراوية الديمقراطية.

## معرض الصور

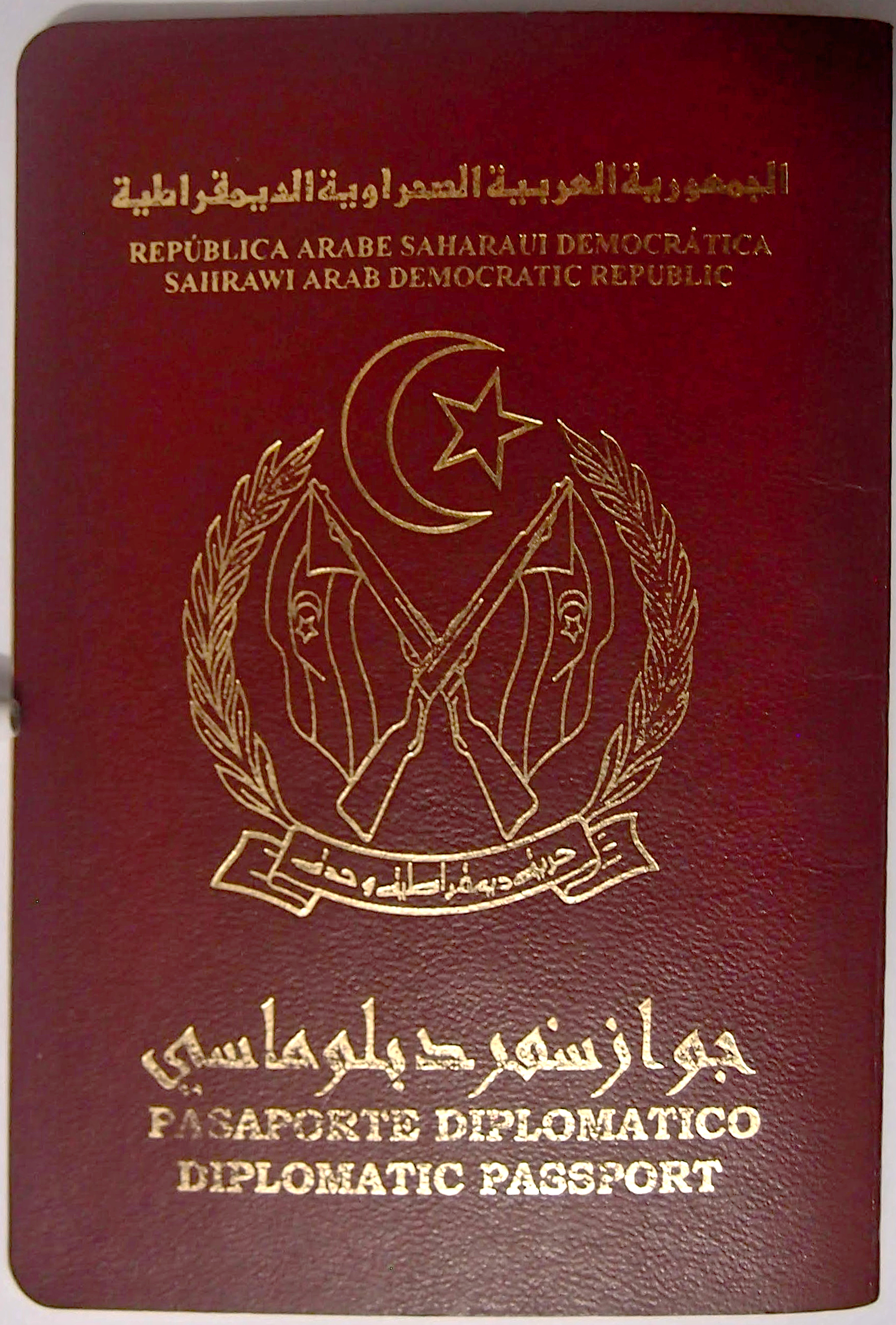
جواز سفر دبلوماسي صحراوي
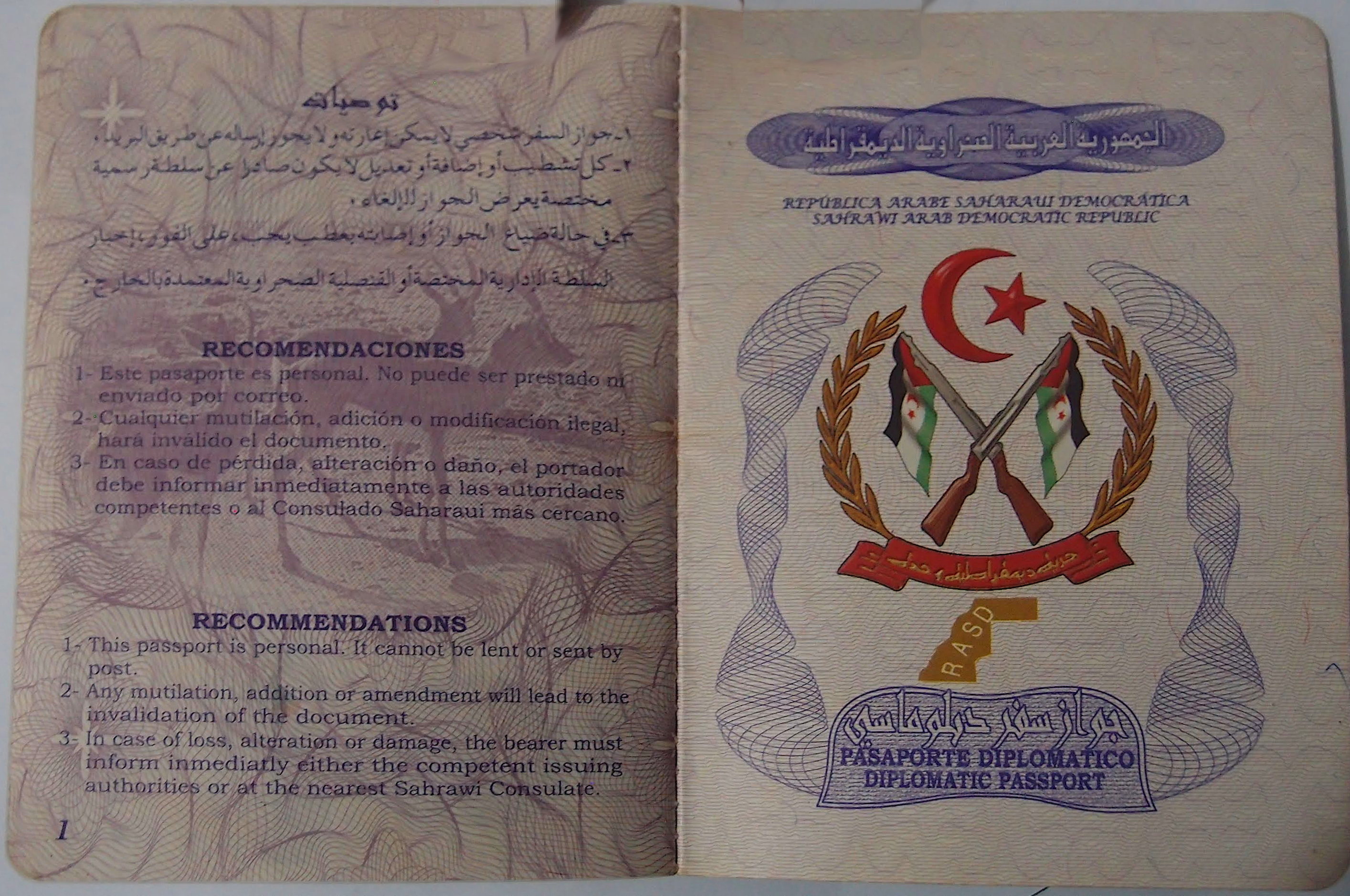
جواز سفر دبلوماسي صحراوي، الصفحة الأولى